# Funisciurus bayonii
Funisciurus bayonii е вид бозайник от семейство Катерицови (Sciuridae).

## Разпространение
Видът е разпространен в Ангола и Демократична република Конго.